# Herbie Goes to Monte Carlo
Herbie Goes to Monte Carlo is een Amerikaanse film van Disney uit 1977 geregisseerd door Vincent McEveety. De hoofdrollen worden vertolkt door Dean Jones en Don Knotts.
Herbie Goes to Monte Carlo is de derde film uit de Herbie-reeks, na The Love Bug (1969) en Herbie Rides Again (1974).

## Verhaal
De autopiloot Jim Douglas (Dean Jones) neemt na 12 jaar pauze weer deel aan een race, samen met zijn speciale auto Herbie. Deze keer rijden ze mee in de Trans-France Race van Parijs naar Monaco.

## Rolverdeling
- Dean Jones - Jim Douglas
- Don Knotts - Wheely Applegate
- Julie Sommars - Diane Darcy
- Jacques Marin - Inspecteur Bouchet
- Roy Kinnear - Quincey
- Bernard Fox - Max
- Eric Braeden - Bruno von Stickle
- Xavier Saint Macary - Detective Fontenay
- François Lalande - Mr. Ribeaux
- Alan Caillou - Emile